# Sciapus platypterus
Sciapus platypterus är en tvåvingeart som först beskrevs av Fabricius 1805.  Sciapus platypterus ingår i släktet Sciapus och familjen styltflugor. Arten är reproducerande i Sverige. Inga underarter finns listade i Catalogue of Life.

## Bildgalleri

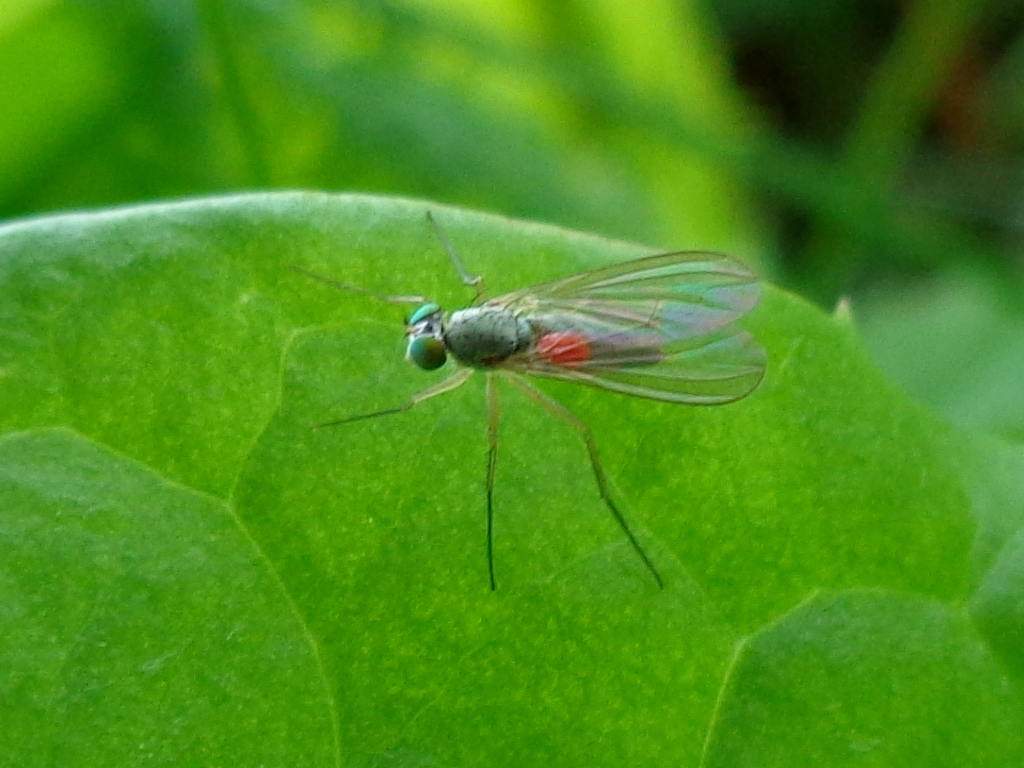